# Zohar
| Židé a judaismus |
| Židé • Judaismus • Kdo je Žid |
| Ortodoxní • Konzervativní (Masorti) Progresivní (Reformní - Liberální) • Ultraortodoxní Samaritáni • Falašové • Karaité                                                                                            |
| Etnické skupiny a jazyky |
| Aškenázové • Sefardové • Mizrachim Hebrejština • Jidiš • Ladino • Ge'ez • Buchori |
| Populace (vývoj) |
| Evropa • Amerika • Asie • Afrika • Austrálie |
| Náboženství |
| Bůh • Principy víry • Boží jména 613 micvot • Halacha • Noachidské zákony Mesiáš • Eschatologie |
| Židovské myšlení, filosofie a etika |
| Židovská filosofie Cdaka • Musar • Vyvolenost Chasidismus • Kabala • Haskala |
| Náboženské texty |
| Tóra • Tanach • Mišna • Talmud • Midraš Tosefta • Mišne Tora • Šulchan aruch Sidur • Machzor • Pijut • Zohar |
| Životní cyklus, tradice a zvyky |
| Obřízka • Pidjon ha-ben • Simchat bat • Bar micva Šiduch • Svatba • Ketuba • Rozvod (Get) • Pohřeb Kašrut • Židovský kalendář • Židovské svátky Talit • Tfilin • Cicit • Kipa Mezuza • Menora • Šofar • Sefer Tora |
| Významné postavy židovství |
| Abrahám • Izák • Jákob • Mojžíš Šalomoun • David • Elijáš • Áron Maimonides • Nachmanides • Raši Ba'al Šem Tov • Ga'on z Vilna • Maharal                                                                           |
| Náboženské budovy a instituce |
| Chrám • Synagoga • Ješiva • Bejt midraš Rabín • Chazan • Dajan • Ga'on Kohen (kněz) • Mašgiach • Gabaj • Šochet Mohel • Bejt din • Roš ješiva                                                                      |
| Židovská liturgie |
| Šema • Amida • Kadiš Minhag • Minjan • Nosach Šacharit • Mincha • Ma'ariv • Musaf |
| Dějiny Židů |
| starověk • středověk • novověk |
| Blízká témata |
| Antisemitismus • Gój • Holocaust • Izrael Filosemitismus • Sionismus Abrahámovská náboženství |
| z • d • e |

Zohar nebo též Sefer ha-Zohar (hebrejsky: ספר הזוהר, dosl. Kniha Záře) je kabalistický spis obsahující mystický komentář k Tóře. Je psán specifickou formou aramejštiny, která se liší jak od talmudické, tak i biblické aramejštiny.

## Původ Zoharu
Původ a stáří knihy Zohar jsou dodnes zahaleny tajemstvím. Z velmi obecného a zjednodušeného pohledu existují 3 verze:
- Dle tradičního podání sepsal Zohar Rabi Šim'on bar Jochaj (2. století, Izrael) během svého ukrývání se před Římany v době po první židovské válce.
- Dle vědecké teze, rozšířené během 20. století, dnes vesměs všeobecně přijímané a jejímž autorem a hlavním zastáncem byl Gershom Scholem, byl Zohar sepsán ve 13. století španělským kabalistou Mošem z Leonu, který také z důvodu zvýšení popularity a váženosti díla připsal autorství Rabimu Šim'on bar Jochajovi.
- Třetí teze, jíž propaguje především Aryeh Kaplan, ale nepatří mezi všeobecně uznávané, předkládá syntézu obou názorů – podle ní existují určité fragmenty, které byly sepsány v 1. století, tyto pak byly předávány z generace na generaci, rozšiřovaly se průběžnými doplňky, až se dostaly k Mošemu z Leonu, který je zkompiloval, doplnil a vydal jako Sefer ha-Zohar.

Proti dnes tradičnímu pojetí původu Zoharu vystupovali již ve středověku různí učenci, např. Elijahu Delmedigo. Delmendigo namítal, že Šim'on bar Jochaj nemůže být autorem Zoharu, neboť se v něm vyskytují jména učenců, kteří jistě žili až po něm; že Talmud nikde Zohar nebo sbírku jemu podobnou nezmiňuje, a nadto, pokud by Šim'onu bar Jochajovi skutečně bylo dáno znát mystický výklad Tóry (a tudíž její nejhlubší smysl), jistě by to byla jeho halacha, která by byla později v Mišně přijata – ale to se nestalo.
V poslední době se objevila i teze rabína Menachema Mendela Kashera. Kasher se domnívá, že Moše z Leonu byl až finálním kompilátorem a Zohar začal vznikat jako více méně kolektivní dílo nejpozději již v 11.–12. století.

## Obsah Zoharu
- Zohar – hlavní část, vydávaná obvykle ve třech svazcích, obsahuje výklady k Tóře uspořádané tematicky podle jednotlivých parašjot. Nebsahuje všechny parašjot, pouze od Berešit do Pinchas a dále z Deuteronomia Va-etchanan, Va-jelech a Ha'azinu. Formou textu se jedná o mystický midraš, ve kterém hraje hlavní roli především Rabi Šim'on bar Jochaj a jeho žáci. Obsahuje množství narativních pasáží a legend. Citovaný text se uvádí v pořadí díl (1, 2 nebo 3) / číslo stránky / folio (a nebo b). Zohar obsahuje kromě vlastního textu i tyto části (někdy bývají vydávány separátně):
  - Sifra di-cni'uta - Kniha skrytého. Krátký spis, velmi temného a obtížného slohu (2:176b–179a).
  - Idra raba - Velké shromáždění popisuje shromáždění Rabiho Šim'ona bar Jochaje a jeho žáků, obsahuje diskuze týkající se prvního (dokonalého) člověka - Adam Kadmon. Gershom Scholem se domnívá, že tvoří výklad k obtížnému textu Sifry di-cni'uty (3:127b–145a).
  - Idra zuta - Malé shromáždění popisuje setkání Rabiho Šim'ona bar Jochaje a jeho žáků před jeho smrtí. Obsahuje podobné diskuze jako Idra raba. Tato část uzavírá původní Zohar (3:287b–296b).
  - Idra de-vej Maškena - Shromáždění v domě (příbytku) svatostánku. Diskuze nad tématem svatostánku, velká část se zabývá tajemstvím modliteb (2:127a-146b).
  - Hechalot - Chrámy. Popis sedmi paláců - chrámů v Gan Eden, skrze které vystupují duše a modlitby k Bohu. Velký důraz na angelologii. Jsou dvě verze, druhá je delší a obsahuje kromě prvních sedmi paláců i popis „sedmi paláců nečistoty“, což je kabalistická vize pekla (2:244b–262b).
  - Raza de-razin - Tajemství (všech) tajemství. Krátká pasáž založená na Ex 18,21, vykládá mj. i o hádání z ruky (chiromantie) (2:70a–75a).
  - Saba (Sava de-mišpatim) - Stařec. Přídomek de-mišpatim je zde proto, že je vložen jako část do paraši Mišpatim (2:94b–114a). Obsahuje rozmluvu rabiho Je'ivy, starého mudrce a kabalisty, nad tématem duše a otroctví v Tóře.
  - Januka - Dítě. Výklad zázračného dítěte mj. k Birkat ha-mazon (3:186a–192a).
  - Rav Metivta - Představený ješivy. Popis snové cesty Rabiho Šim'ona bar Jochaje a jeho žáků do Gan Eden, nebeské akademie a tajemství duše (3:161b–174a).

- Ra'aja mehemna - Věrný pastýř, v kabalistických spisech je titulem „Věrný pastýř“ označován Mojžíš. Tento spis je věnován mystickému významu micvot. Popisuje setkání Rabiho Šim'ona bar Jochaje a jeho žáků s Mojžíšem. Struktura spisu je výklad parašjot, především z knih Numeri a Deuteronomium, avšak v některých aspektech je odlišná od struktury hlavní části Zoharu.

- Hašmatot a Tosafot- „Vynechané“ a „Dodatky“. Látka, která byla vynechána, eventuálně později dodána k vlastnímu Zoharu.

- Zohar chadaš - Nový Zohar. Kombinace mystických výkladů k jednotlivým parašjot (ne ke všem), doplněn o dva ucelenější a významnější celky, Sitrej Tora a Midraš Ne'elam.
  - Midraš ha-ne'elam - Skrytý midraš. Midraš k Tóře, rozdělený mezi Zohar a Zohar chadaš. Kromě toho existuje Midraš ha-ne'elam k Rut a Midraš ha-ne'elam k Písni písní, obojí jako součást Zohar chadaš, ačkoli midraš k Rut byl vydán i jako samostatný spisek (pod titulem Tapuchej zahav - „Zlatá jablka“).
  - Sitrej Tora - Tajemství Tóry. Další z řady kabalistických výkladů Tóry, uspořádaný podle pořadí jednotlivých parašjot knihy Genesis.
  - Zohar k Pisni písní je rozšířením první kapitoly v podobném duchu jako vlastní text Zoharu. (1d–75b).
  - Kav ha-mida - Míra. Výklad Šema formou diskuze mezi Rabim Šim'onem bar Jochajem a jeho synem (56d–58d).
  - Sitrej otijot - Tajemství písmen. Diskuze nad tématem písmen Božích jmen (1b–10d).
  - Mystický výklad vize válečného vozu (merkavy) v 1. kapitole Ezechielova proroctví, bez jakéhokoli titulu (37c–41b).
  - Ta chazei - Pojď a viz. Krátký anonymní mystický výklad ke knize Genesis.

- Tikunej Zohar. Samostatný spis podobný spisu Ra'aja mehemna. Obsahuje komentář k paraše Berešit, rozdělený do 70 částí (tikunim) podle 70 aspektů Tóry. Každá z těchto částí začíná slovem Berešit - „na počátku“. Kromě mnoha jiného obsahuje i část nazvanou Patach Elijahu, která se objevuje v řadě sidurů a je mystickou výpovědí proroka Elijáše ohledně Boží jedinosti.

## Vliv Zoharu
Zohar velkým způsobem ovlivnil kulturu a myšlení judaismu. K Zoharu poměrně záhy začaly vznikat anonymní nebo autorské komentáře, které se přidružovaly k původnímu dílu. Zohar natolik ovlivnil vnímání mystiky, že se stal nejdůležitějším kabalistickým dílem vůbec a dodnes je někdy velmi nepřesně označován za „Bibli kabalistů“ nebo „svatou knihu“ kabaly, což jen odráží obrovský respekt, který se mu mezi kabalisty dostávalo. Není pochyb o tom, že hlavní zásluhu na tom mělo fiktivní autorství připsané Rabimu Šim'on bar Jochajovi. Dnes je v neortodoxních ješivách Zohar nadále probírán, ovšem spíše jako zdroj mystické tradice judaismu a jako jeden z mála dochovaných pramenů uvažování vrcholně středověkého židovstva.

## Polemika proti Zoharu
Poměrně záhy po uveřejnění se proti Zoharu zvedá silná kritika, především z řad židovských náboženských filosofů. Tato kritika se po čase mění. Zohar a kabala jako celek se stává terčem kritiky přívrženců židovského osvícenství, haskaly.
Skupina původě jemenitských židů, nazvaná Dor da'im (דרדעים) staví svou existenci na odmítnutí idejí Zoharu jakožto neslučitelných s učením Maimonida, Talmudu a Sa'adji Gaona.